# Montbozon
Montbozon ist eine französische Gemeinde im Département Haute-Saône in der Region Bourgogne-Franche-Comté. Sie gehört zum Kanton Rioz im Arrondissement Vesoul.

## Geographie
Montbozon liegt auf einer Höhe von 271 m über dem Meeresspiegel, etwa 18 Kilometer südsüdöstlich der Stadt Vesoul (Luftlinie). Das Dorf erstreckt sich auf dem Plateau nördlich der Talebene des Ognon, im Südosten des Departements Haute-Saône.
Die Fläche des 8,63 km² großen Gemeindegebiets umfasst einen Abschnitt des mittleren Ognon-Tals. Der südliche Gemeindeteil wird von der bis maximal ein Kilometer breiten Talniederung des Ognon eingenommen, die durchschnittlich auf 240 m liegt. Der Fluss zeichnet hier einen nach Norden ausgreifenden Bogen. Nach Süden reicht das Gebiet bis auf die angrenzenden Anhöhen mit dem Bois du Buyer. Nördlich des Ognon steigt der Prallhang steil zum 40 bis 60 m höher gelegenen Plateau von Montbozon an, das aus Kalkschichten der oberen Jurazeit besteht. Es wird vorwiegend landwirtschaftlich genutzt (Acker- und Wiesland). Mit 319 m wird auf einer Kuppe westlich des Dorfes die höchste Erhebung von Montbozon erreicht. Mit einem schmalen Streifen erstreckt sich das Gemeindeareal nach Südwesten in die ausgedehnte Waldung des Bois Lajus.
Zu Montbozon gehört der Weiler Sondenans (240 m) in der Talniederung südlich des Ognon. Nachbargemeinden von Montbozon sind Fontenois-lès-Montbozon im Norden, Thiénans und Montagney-Servigney im Osten, Montussaint, Avilley, Besnans und Maussans im Süden sowie Loulans-Verchamp und Ormenans im Westen.

## Geschichte
Der Name Montbozon stammt vermutlich aus der Zeit um 800 und geht auf den Grafen Bozon, einen Enkel Karls des Großen zurück. Seit dem 12. Jahrhundert ist eine Adelsfamilie von Montbozon belegt. Im Mittelalter gehörte Montbozon zur Freigrafschaft Burgund und darin zum Gebiet des Bailliage d’Amont. Der Ort war ein befestigter Flecken, der einen Übergang über den Ognon kontrollierte. Montbozon war Mittelpunkt einer Kastlanei und Propstei, die im 18. Jahrhundert 72 Ortschaften umfasste. Im Jahr 1450 wurde das Dominikanerhospital gegründet. Zusammen mit der Franche-Comté gelangte Montbozon mit dem Frieden von Nimwegen 1678 definitiv an Frankreich. Heute ist Montbozon Teil des Gemeindeverbandes Pays de Montbozon et du Chanois.

## Bevölkerung
| Jahr                       | 1962 | 1968 | 1975 | 1982 | 1990 | 1999 | 2009 | 2020 |
| Einwohner                  | 481  | 468  | 434  | 468  | 450  | 477  | 525  | 544  |
| Quellen: Cassini und INSEE |      |      |      |      |      |      |      |      |

Mit 480 Einwohnern (2004) gehört Montbozon zu den kleinen Gemeinden des Départements Haute-Saône. Nachdem die Einwohnerzahl in der ersten Hälfte des 20. Jahrhunderts deutlich abgenommen hatte (1911 wurden noch 706 Personen gezählt), wurden seit Beginn der 1960er Jahre nur noch relativ geringe Schwankungen verzeichnet.

## Sehenswürdigkeiten
Die Kirche Notre-Dame de la Nativité vereinigt Bauelemente aus verschiedenen Epochen: Der gotische Chor stammt aus dem 15. Jahrhundert, während das Kirchenschiff im 18. Jahrhundert neu erbaut wurde. Zur bemerkenswerten Kirchenausstattung zählen das reich geschnitzte Chorgestühl (16. Jahrhundert), der Hauptaltar (18. Jahrhundert) und verschiedene Grabplatten.
Im Ortskern sind verschiedene Gebäude aus dem 16. bis 18. Jahrhundert im traditionellen Stil der Haute-Saône erhalten.
Die Fontaine du Cygne wurde 1828 errichtet und ist heute als Monument historique eingestuft. Der Brunnen mit der Skulptur eines Schwans ist halbkreisförmig und befindet sich in einem Portikus.
Zu den weiteren Sehenswürdigkeiten gehören das ehemalige Dominikanerkloster und das Château de Montbozon aus dem 17. Jahrhundert.

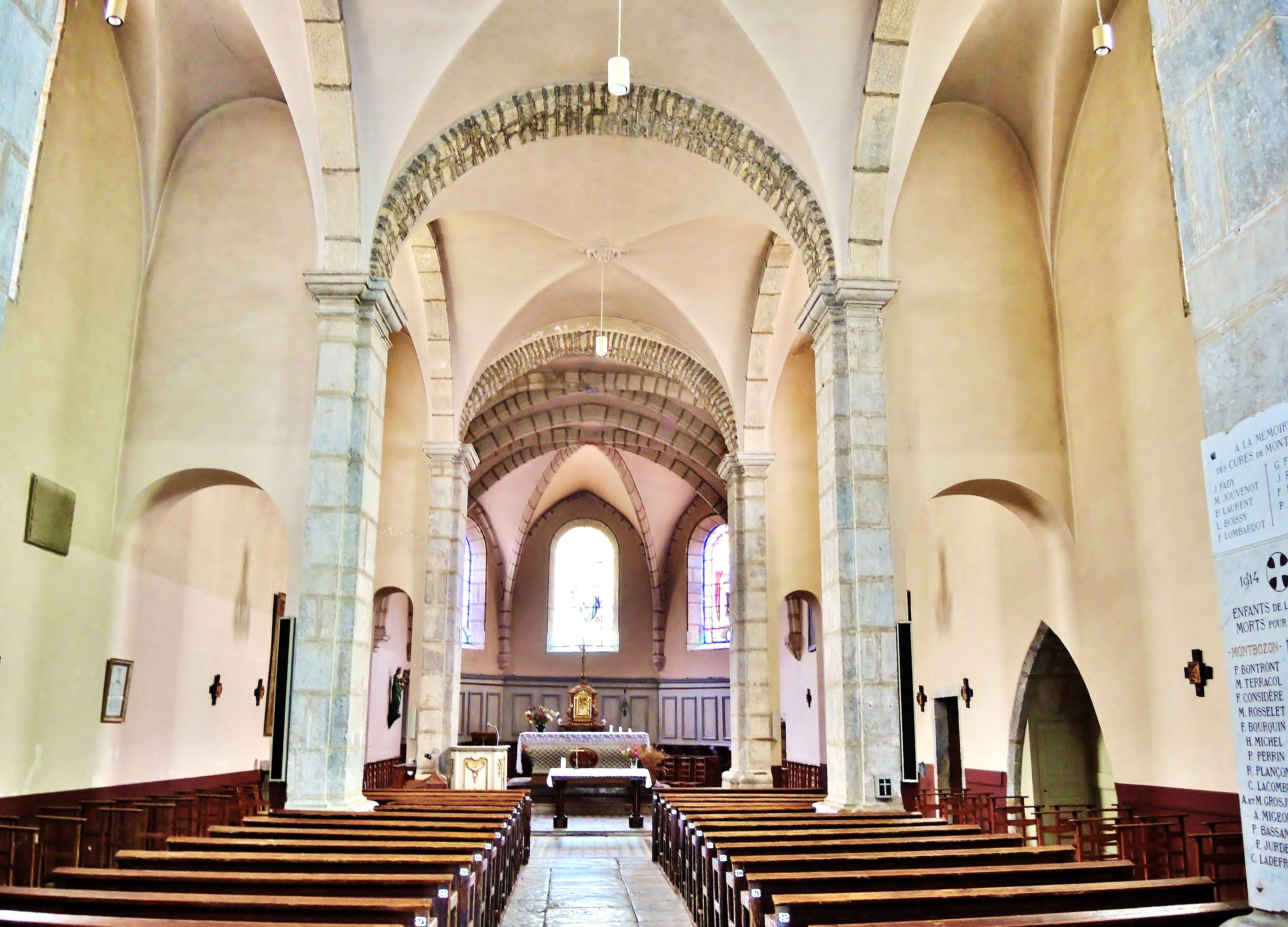
Kirche Notre-Dame de la Nativité
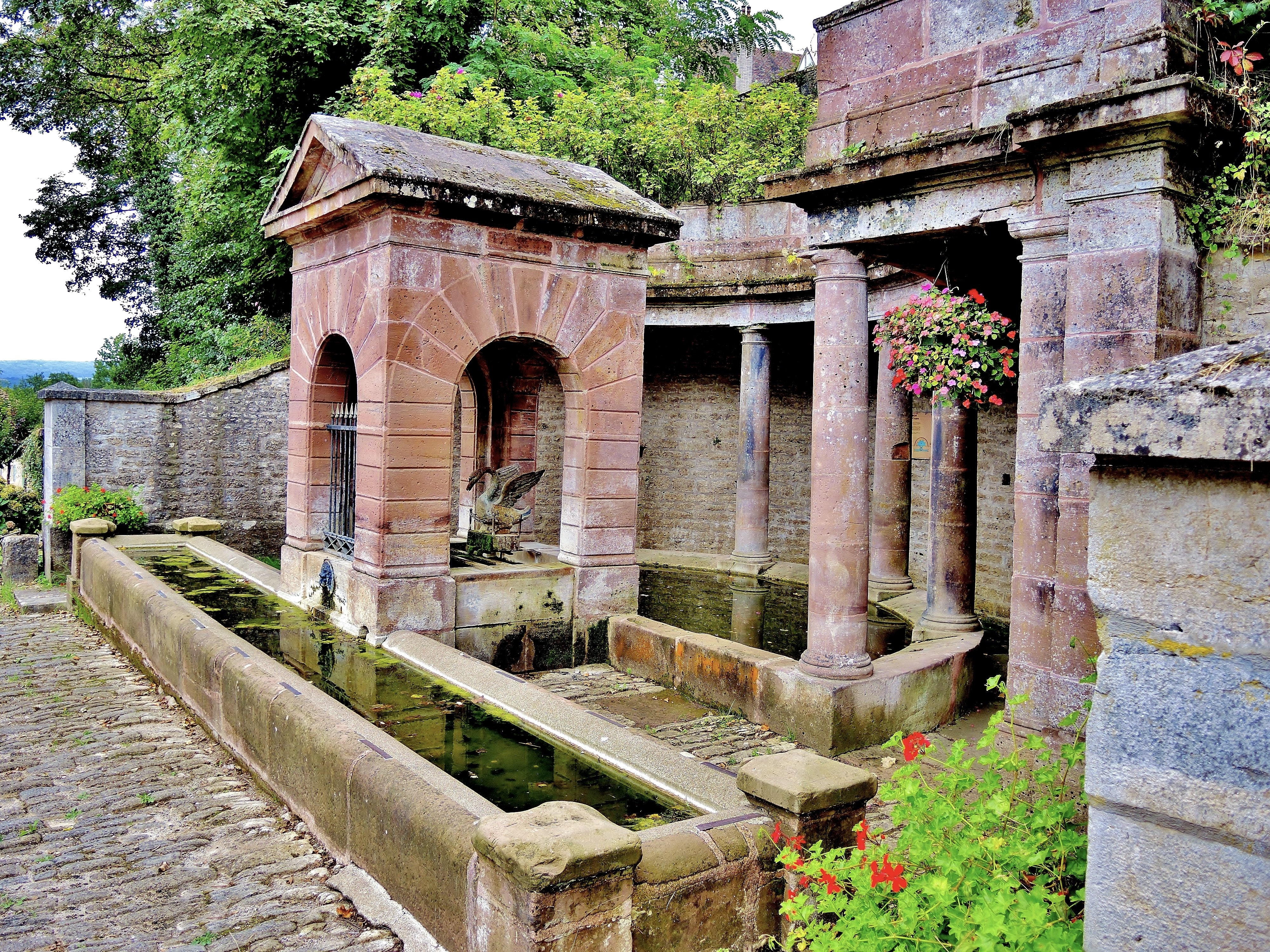
Fontaine du cygne
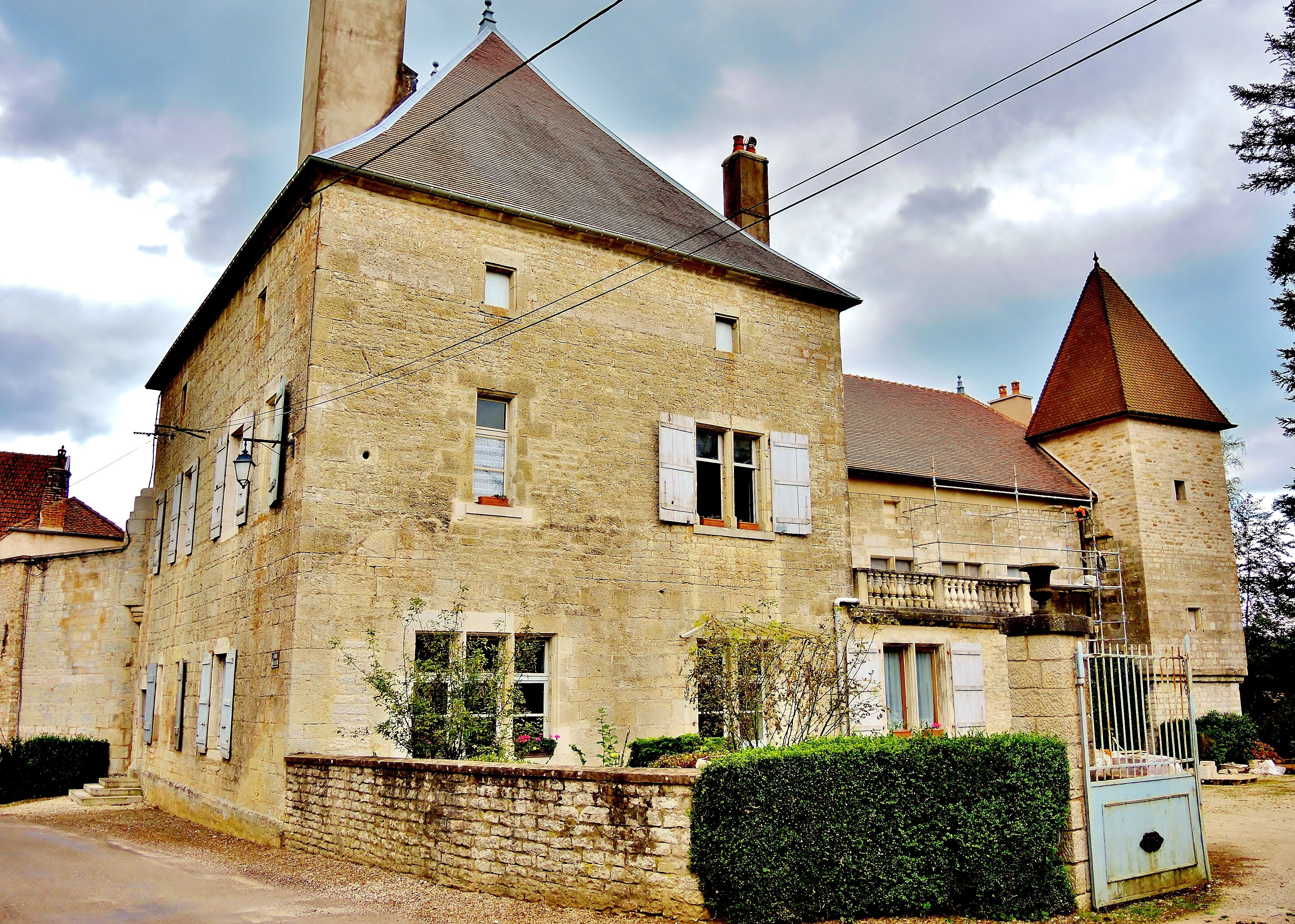
„Maison Bouday“ (Monument historique)

## Wirtschaft und Infrastruktur
Montbozon war bis weit ins 20. Jahrhundert hinein ein vorwiegend durch die Landwirtschaft (Ackerbau, Obstbau und Viehzucht) und die Forstwirtschaft geprägtes Dorf. Daneben gibt es heute verschiedene Betriebe des lokalen Kleingewerbes, vor allem in den Branchen Rohrleitungsbau, Nahrungsmittelindustrie (Biskuitfabrik) und Feinmechanik. Viele Erwerbstätige sind auch Wegpendler, die in den größeren Ortschaften der Umgebung ihrer Arbeit nachgehen.
Die Ortschaft liegt abseits der größeren Durchgangsachsen an einer Departementsstraße, die von Rioz nach Villersexel führt. Weitere Straßenverbindungen bestehen mit Vesoul, Avilley und Besnans.